# Air: Большой прыжок
«Air: Большой прыжок» (англ. Air) — американский биографический спортивный драматический фильм режиссёра Бена Аффлека. Главные роли исполнили Мэтт Деймон, Бен Аффлек и Виола Дэвис. В США фильм вышел 5 апреля 2023 года. Производство Amazon.

## Сюжет
В основе сюжета история о том, как Сонни Ваккаро, продавец кроссовок из фирмы Nike и соучредитель компании Nike Фил Найт в середине 80-х годов прошлого века пытались подписать контракт с многообещающим спортсменом Майклом Джорданом для создания бренда Air Jordan, что казалось невозможным в то время, но стало самым значительным сотрудничеством между спортивным брендом и спортсменом и положило начало глобальной индустрии кроссовок с многомиллиардным оборотом.

## В ролях
- Мэтт Деймон — Сонни Ваккаро
- Бен Аффлек — Фил Найт
- Виола Дэвис — Делорис Джордан
- Джейсон Бейтман — Роб Штрассер
- Крис Такер — Говар Уайт
- Крис Мессина — Дэвид Фальк
- Джоэль Гретч — Джон О’Нил
- Дэмиэн Делано Янг — Майкл Джордан
- Густаф Скарсгард — Хорст Дасслер
- Барбара Зукова — Кэти Дасслер
- Джессика Грин — Кэтрина Сайнц
- Дэн Букатинский — Ричард
- Джей Мор — Джон Фишер
- Аль Мадригал — Тим
- Майкл О’Нил — Джо Дин
- Марлон Уэйанс — Джордж Равелинг

## Производство
Режиссёром фильма выступил Бен Аффлек. Он и Дэймон написали сценарий в соавторстве с Алексом Конвери. В актёрский состав вошли помимо Аффлека и Деймона, Виола Дэвис, Джейсон Бэйтман, Крис Такер, Крис Мессина и Джулиус Теннон.
Съёмки фильма начались летом 2022 года.
Права на картину выкупила Amazon за 160 млн долл. и потратила 7 млн долл. на трансляцию рекламного ролика в ходе Супербоул LVII.

## Премьера и восприятие
Широкий кинотеатральный прокат картины состоялся 5 апреля (впервые с 2019 г. с момента выхода для Amazon[прояснить]);
по сделке с принадлежащей Amazon Metro-Goldwyn-Mayer международный кинопрокат оказался у Warner Bros. Pictures.
Amazon обеспечит более долгое окно кинопротката до предоставления эксклюзивного доступа к картине на Prime Video, чем предыдущим картинам.
На сайте-агрегаторе Rotten Tomatoes рейтинг фильма составляет 93 % на основе 330 обзоров со средней оценкой 7.7/10.
Фильм провалился в прокате, собрав 91 млн долларов при бюджете в 90 млн.